# Alejandra Arévalo
Alejandra Arévalo (ur. 18 sierpnia 1996) – peruwiańska lekkoatletka, specjalizująca się w skoku w dal i skoku o tyczce.
Brązowa medalistka mistrzostw Ameryki Południowej juniorów młodszych w skoku w dal (2012).

## Rekordy życiowe
- Skok o tyczce (stadion) – 4,00 (2021)
- Skok o tyczce (hala) – 4,00 (2022) rekord Peru